# Elisabeth Braun

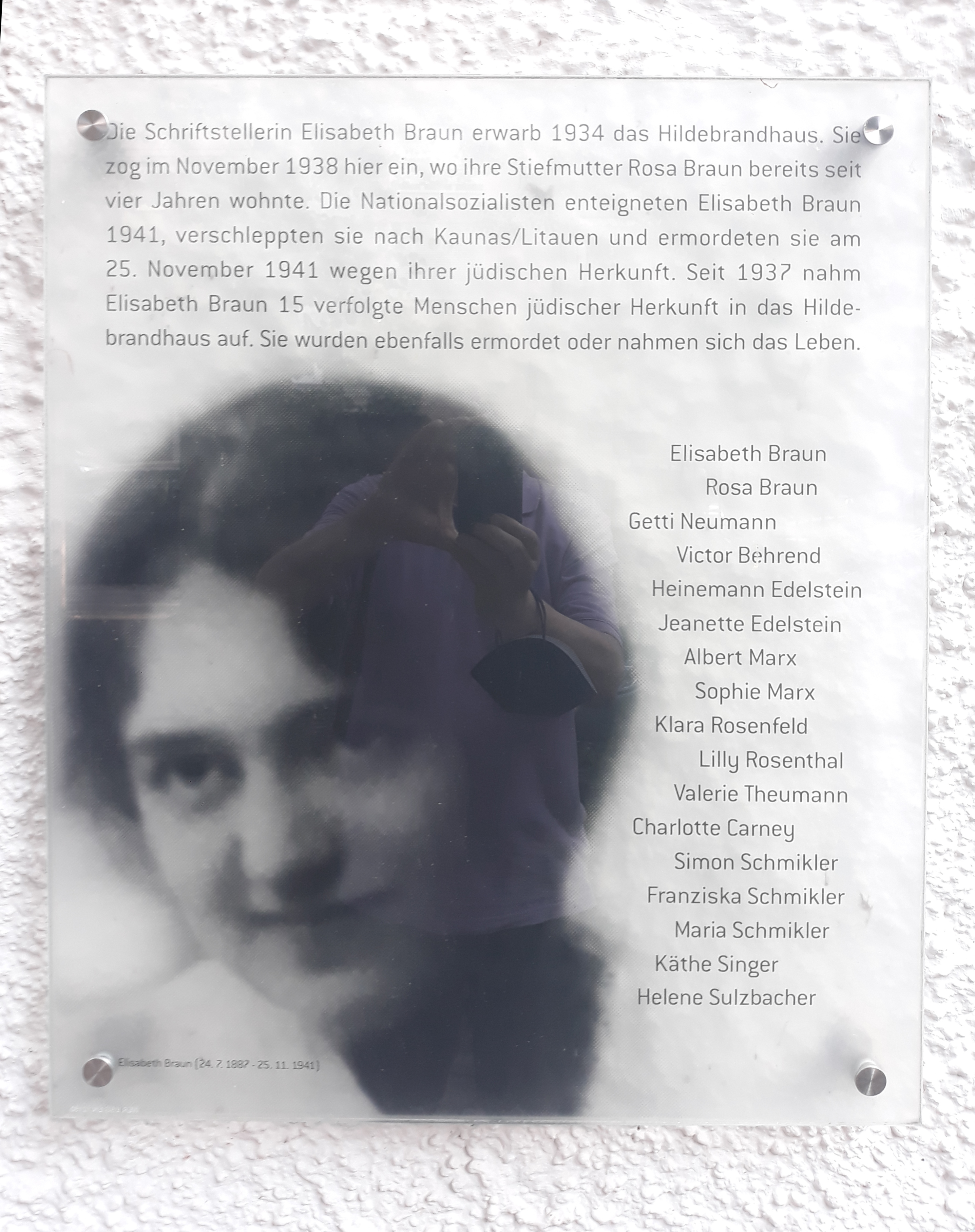
Gedenktafel für Elisabeth Braun am Münchner Hildebrandhaus

Elisabeth Braun (geboren 24. Juli 1887 in München; gestorben 25. November 1941 in Kaunas, Litauen) war eine deutsche Lehrerin, Staatswissenschaftlerin und NS-Opfer.

## Leben
Elisabeth Braun wurde am 24. Juli 1887 in München als Tochter des jüdischen Ehepaares Franziska „Fanny“ Braun, geb. Heinrich, und Julius Braun geboren. Ihr Vater Julius Braun betrieb ein florierendes Schneidereiatelier in der Theatinerstraße. Durch seine Zugehörigkeit zu einer alteingesessenen Münchner Kaufmannsfamilie konnte sich die Familie ein Eckhaus in bester Innenstadtlage leisten.
Sie studierte am Lehrerinnenseminar, vermutlich in Pasing, und legte beide Lehrerinnenexamina vor der Regierung von Oberbayern ab. Anschließend lernte sie an einer privaten Fachschule neue Sprachen. Es ist nicht bekannt, dass sie jemals als Lehrerin gearbeitet hat. Von 1919 bis 1923 und von 1927 bis 1938 lebte sie in Tegernsee.  
Im Wintersemester 1913/14 begann Elisabeth Braun ein Philosophie- und Staatswissenschaftenstudium an der Ludwig-Maximilians-Universität München, das sie einige Male unterbrach und 1925 beendete. Für ihren akademischen Lehrer Carl Güttler (1848–1924) hielt sie eine Laudatio zu seinem 70. Geburtstag.
Am 4. Oktober 1920 ließ sich Elisabeth Braun taufen und trat der evangelisch-lutherischen Kirche bei, der sie testamentarisch auch ihr Erbe vermachte. 
Nach Beendigung des Studiums nahm sie keine Arbeit auf, sondern immatrikulierte sich 1931/32 erneut, diesmal im Studienfach Jura.
Sie gab als Beruf Schriftstellerin an, jedoch sind ihr keine Texte zuzuordnen. Möglich wäre, dass sie in der Zeit des Nationalsozialismus unter einem Pseudonym publiziert hat. Nach dem Tod ihres Vaters im Jahr 1929 erbte Elisabeth Braun ein größeres Vermögen.
Braun kaufte am 25. September 1934 für 62.280 Mark das Hildebrandhaus, eine Künstlervilla im Münchner Stadtteil Bogenhausen, Maria-Theresia-Straße 23. Das Gebäude wurde 1898 für den Bildhauer Adolf von Hildebrand nach dessen eigenen Plänen errichtet. Hildebrand wohnte dort mit seiner Familie und hatte auch sein Atelier in dem Haus. Die Familie unterhielt um die Jahrhundertwende in dem Haus einen literarischen Salon, in dem Philosophen, Schriftsteller, Musiker und Künstler empfangen wurden. Nach dem Tod von Adolf von Hildebrand übernahm sein Sohn Dietrich das Haus und setzte die Tradition des Salons fort. Als außerordentlicher Professor für Religionsphilosophie an der Münchner Universität hatte er frühzeitig den aufkeimenden Nationalsozialismus attackiert. Nach der Machtergreifung sah er sich im März 1933 gezwungen, über Florenz in die Vereinigten Staaten zu fliehen. Eineinhalb Jahre nach der Flucht verkauften er und seine Schwester Irene die Villa an Elisabeth Braun.
In die Villa zog zunächst Elisabeth Brauns Tante und Stiefmutter Rosa Braun. Sie bewohnte eine Sechszimmerwohnung. Elisabeth Braun lebte weiter am Tegernsee und zog erst 1938 ins Hildebrandhaus. Nach der Verkündung der Nürnberger Gesetze im September 1935 galt Elisabeth Braun als „Volljüdin“. Braun plante ihre Emigration in die Vereinigten Staaten. Sie nahm Kontakt zu Verwandten im Ausland auf und beantragte für sich und ihre Stiefmutter die Ausreise. Im November 1938 zog sie ins Hildebrandhaus ein, vermutlich in der Hoffnung, noch ausreisen zu dürfen, jedoch gelang ihr die Emigration nicht mehr.
Braun nahm in der Villa weitere Menschen auf, die von den Nazis verfolgt wurden. Charlotte Carney war eine Lehrerin, die seit 1933 Berufsverbot hatte, da sie aus einer jüdischen Familie stammte. Wie Braun war sie der evangelischen Kirche beigetreten. Später zogen Helene Sulzbacher, die Opernsängerin Käthe Singer, der pensionierte Lehrer Heinemann Edelstein und dessen Frau Jeanette, die Gesangslehrerin Valerie Theumann, die Modistin Lilly Rosenthal, der Textilkaufmann Victor Behrend, Franziska und Simon Schmikler sowie deren Tochter Maria, Getti Neumann, Albert und Sophie Marx und schließlich Klara Rosenfeld ein. Vermutlich waren sie alle Opfer der nationalsozialistischen Wohnungspolitik geworden, bei denen „nicht arische Mieter“ aus ihren Wohnungen vertrieben wurden.
Im Zuge der Maßnahmen zur Arisierung erhielt Elisabeth Braun am 4. November 1939 vom Finanzamt München die Aufforderung, unverzüglich 45.250 Reichsmark Judenvermögensabgabe zu zahlen. Da ihre finanziellen Mittel dies nicht zuließen, musste sie eine Sicherungshypothek auf die Villa zugunsten des Finanzamts aufnehmen. Gleichzeitig wurde sie durch die „Arisierungsstelle“ unter Druck gesetzt. Sie sollte zu einem Verkauf des Hauses weit unter Wert gezwungen werden. Braun legte Beschwerde ein und konnte zunächst ihr Haus halten. Ihr wurde geraten, die Villa „freihändig“ zu veräußern. Im August 1940 wurden die Villa und ihr Haus am Tegernsee unter Zwangsverwaltung gestellt und Braun erhielt ein Schreiben der „Arisierungsstelle“ mit der Aufforderung, das Haus zu räumen, da es als Wohnung für arische Mieter benötigt würde. Zum 16. August 1941 wäre sie „entmietet“.
Um weiter im Hildebrandhaus wohnen zu dürfen, verkaufte sie das andere Haus weit unter Wert. Der Leiter der „Arisierungsstelle“, Hans Wagner, sicherte ihr zu, mit ihrer Mutter dort wohnen bleiben zu dürfen. Der Verkaufserlös des Hauses floss zum Teil dem Finanzamt zu, der Rest wurde auf ein Sicherungskonto gebucht. Die Vereinbarung hatte jedoch keinen Bestand, bereits am 8. August 1941 wurde Elisabeth Braun verhaftet und im Gefängnis Stadelheim inhaftiert. Ihre Wohnung wurde durch einen Möbelspediteur ein paar Tage später geräumt. Ihre Stiefmutter wurde zum Umzug in das Sammellager Berg am Laim gezwungen. Auch Elisabeth Braun wurde dorthin gebracht und die übrigen jüdischen Bewohner des Hildebrandhauses wurden deportiert.
Braun wurde in ein Barackenlager in Milbertshofen an der Knorrstraße verbracht. Dort erhielt sie im November 1941 eine Verfügung der Münchner Gestapoleitstelle, der zufolge ihr gesamtes Vermögen „wegen volks- und staatsfeindlicher Bestrebungen“ eingezogen wurde. Elisabeth Braun wurde am 20. November 1941 im Güterbahnhof an der Riesenfeldstraße in einem Zug mit weiteren 997 jüdischen Frauen, Männern und Kindern in das Ghetto Kaunas in Litauen deportiert. Die Fahrt dauerte drei Tage. Zwei Tage nach der Ankunft in Kaunas wurden die Verschleppten von einem Einsatzkommando erschossen. Neben Elisabeth Braun starben in dem Kugelhagel auch ihre Mitbewohnerinnen Lilly Rosenthal, Käthe Singer sowie Franziska und Maria Schmikler. Getti Neumann hatte sich bereits in München das Leben genommen, wie vermutlich auch Simon Schmikler. Auch die anderen „nicht arischen“ Bewohner des Hildebrandhauses wurden in den folgenden Monaten ermordet.
Nach dem Ende des Nationalsozialismus trat die Evangelische Landeskirche das Erbe Elisabeth Brauns an und stellte einen Rückerstattungsanspruch. In dem am 21. Juni 1940 verfasstem Testament verfügte Braun, dass die „Evangelisch-lutherische Landeskirche in Bayern rechts des Rheins“ Erbe ihres Vermögens sein soll, damit diese es zur Betreuung und Mission „nichtarischer“ Christen einsetzt. Falls das Anwesen Hildebrandhaus zum Wohnen nicht weiter möglich sei, sind auch der „Erlös der Mieten den Obigen zur Betreuung und Mission zur Verfügung zu stellen“. Die Evangelische Landeskirche als Erbin errichtete einen Sonderfonds, aus dem u. a. der Verein „Begegnung von Christen und Juden“ sowie ein Altenheim für Christen jüdischer Herkunft in Haifa unterstützt werden. Das Hildebrandhaus blieb bis 1967 im Besitz der Kirche, jedoch wurde die von Braun vorgesehene Nutzung nicht realisiert. In den Räumen des Hauses befindet sich heute die Monacensia, die mit einer Gedenktafel neben dem Hauseingang und einer Präsentation zur Biografie der Künstlervilla an das Schicksal der einstigen Eigentümerin Elisabeth Braun dauerhaft erinnert:
„Die Schriftstellerin Elisabeth Braun erwarb 1934 das Hildebrandhaus. Sie zog im November 1938 hier ein, wo ihre Stiefmutter Rosa Braun bereits seit vier Jahren wohnte. Die Nationalsozialisten enteigneten Elisabeth Braun 1941, verschleppten sie nach Kaunas/Litauen und ermordeten sie am 25. November 1941 wegen ihrer jüdischen Herkunft. Seit 1937 nahm Elisabeth Braun 15 verfolgte Menschen jüdischer Herkunft in das Hildebrandhaus auf. Sie wurden ebenfalls ermordet oder nahmen sich das Leben.“
Elisabeth Brauns Name steht auf dem Gedenkstein zur Erinnerung an die Alte Hauptsynagoge München.